# Puchar Intertoto UEFA (2008)
Puchar Intertoto UEFA 2008 – czternasta, ostatnia edycja rozgrywek kwalifikacji do Pucharu UEFA, a także zarazem trzecia po zmianie formy rozgrywek. Rozegrane zostały trzy rundy, w których wyłonionych zostało jedenastu finalistów. Każdy z nich otrzymał prawo występu w II rundzie eliminacyjnej Pucharu UEFA. Losowanie par odbyło się 21 kwietnia 2008 r. w siedzibie UEFA w Nyon.

## Drużyny biorące udział w rozgrywkach (według rankingu UEFA)
Każdą federację piłkarską zrzeszoną w UEFA miał prawo reprezentować jeden klub piłkarski, który w swojej lidze zajął najwyższe miejsce spośród zespołów, które nie mogły grać w Lidze Mistrzów lub Pucharze UEFA.
- Deportivo La Coruña
- Aston Villa
- SSC Napoli
- Stade Rennais
- VfB Stuttgart
- Saturn Ramienskoje
- FC Vaslui
- SC Braga
- NAC Breda
- Hibernian F.C.
- Sivasspor
- Tawrija Symferopol
- Germinal Beerschot
- Panionios Ateny
- FK Teplice[1]
- Grasshopper Club Zürich
- Czernomorec 919 Burgas
- Rosenborg BK
- Odense BK
- OFK Beograd
- Sturm Graz
- Bene Sachnin
- IF Elfsborg
- FC Nitra
- Cracovia[2]
- Budapest Honvéd[3]
- NK Rijeka
- Ethnikos Achna[4]
- ND Gorica
- TPS Turku
- FK Rīga
- NK Čelik Zenica
- Ekranas Poniewież
- FC Tiraspol
- Bohemian FC
- FK Renowa[5]
- Fylkir
- Lokomotiwi Tbilisi
- Szachtior Soligorsk
- Trans Narwa
- Neftçi PFK
- Besa Kavaja
- Mika Asztarak
- Żetysu Tałdykorgan
- Lisburn Distillery
- Rhyl FC
- HB Tórshavn
- Etzella Ettelbruck
- Hibernians FC
- Grbalj Radanovići

Spośród 53 federacji piłkarskich zrzeszonych w UEFA jedynie  Liechtenstein,  Andora oraz  San Marino nie miały prawa wystawić swojego przedstawiciela w rozgrywkach Pucharu Intertoto 2008.
     kraje członkowskie UEFA, których przedstawiciele występują od III rundy rozgrywek
     kraje członkowskie UEFA, których przedstawiciele występują od II rundy rozgrywek
     kraje członkowskie UEFA, których przedstawiciele występują od I rundy rozgrywek

## System rozgrywek
W rozgrywkach wzięło udział 50 zespołów w trzech strefach regionalnych: Północna, Środkowo-Wschodnia oraz Południowo-Zachodnia.
W I rundzie 28 zespołów z miejsc 23-36, 38-50 oraz 53 zostało rozlosowanych i utworzyło 14 par. Zwycięzcy każdej z par (14) uzyskali awans do kolejnej rundy.
Z kolei w II rundzie zespoły z rundy pierwszej oraz 14 zespołów z miejsc 9-22, utworzyło 14 par, których zwycięzcy awansowali do ostatniej rundy.
W finałowej, III rundzie, zwycięzcy II fazy oraz zespoły z miejsc 1-8 utworzyli 11 par, których zwycięzcy awansowali do II rundy kwalifikacyjnej Pucharu UEFA 2008/09.
Za zwycięzcę Pucharu Intertoto uznaje się zespół, który osiągnął najlepszy wynik w rozgrywkach Pucharu UEFA.

## I runda

### Pierwsze mecze (21 i 22 czerwca 2008 r.)
| 21 czerwca 2008 | Besa Kavajë | 0:0   | Ethnikos Achna |                                                     |
| 20:30 CET       |             | (0:0) |                | Stadion im. Qemala Stafy, Tirana Sędzia: Alan Black |

| 21 czerwca 2008 | NK Čelik Zenica                                         | 3:2   | Grbalj Radanovići                       |                                                  |
| 19:00 CET       | Mahir Karić 32' · Emir Hadžić 60' · Zoran Novaković 78' | (1:1) | 7' Marko Kasalica · 90' Darko Pavićević | Bilino Polje, Zenica Sędzia: Michail Koukoulakis |

| 21 czerwca 2008 | NK Rijeka | 0:0   | FK Renowa |                                           |
| 18:30 CET       |           | (0:0) |           | Kantrida, Rijeka Sędzia: Hubert Siejewicz |

| 21 czerwca 2008 | Hibernians FC | 0:3   | ND Gorica                                                           |                                                      |
| 18:00 CET       |               | (0:1) | 5' (sam.) Aaron Xuereb · 56' Goran Cvijanović · 58' Etien Velikonja | Hibernians Ground, Paola Sędzia: Ovidiu Alin Hategan |

| 21 czerwca 2008 | Mika Asztarak                             | 2:2   | FC Tiraspol                                    |                                              |
| 16:00 CET       | Choren Weranjan 18' · Stepan Hakobjan 41' | (2:0) | 61' (k) Kyrylo Sidorenko · 79' Serghei Namașco | Stadion Mika, Erywań Sędzia: Ninoslav Spasić |

| 21 czerwca 2008 | Neftçi PFK                                 | 2:0   | FC Nitra |                                                                      |
| 18:00 CET       | Rəşad F. Sadıqov 7' · Rəşad A. Sadiqov 10' | (2:0) |          | Tofiq Bəhramov adına Respublika stadionu, Baku Sędzia: Marcin Borski |

| 21 czerwca 2008 | Etzella Ettelbruck | 0:0   | Lokomotiwi Tbilisi |                                                      |
| 17:00 CET       |                    | (0:0) |                    | Stade Am Deich, Ettelbruck Sędzia: Gediminas Mazeika |

| 21 czerwca 2008 | Bohemian FC                                                                                  | 5:1   | Rhyl FC           |                                              |
| 20:00 CET       | Jason Byrne 51' · Owen Heary 59' · Killian Brennan 63' (k) · Neale Fenn 71' · Glen Crowe 80' | (0:1) | 25' Mark Connolly | Dalymount Park, Dublin Sędzia: Jouni Hietala |

| 21 czerwca 2008 | Lisburn Distillery           | 2:3   | TPS Turku                                     |                                                      |
| 16:00 CET       | Darren Armour 42', 90+2' (k) | (1:0) | 68', 88' Aristides Pertot · 76' Mika Ääritalo | Ballymena Showgrounds, Ballymena Sędzia: Luc Wouters |

| 21 czerwca 2008 | FK Rīga             | 1:2   | Fylkir                                      |                                                      |
| 17:00 CET       | Jevgeni Novikov 76' | (0:1) | 26' Valur Gíslason · 70' (k) Peter Gravesen | Stadion Daugava, Lipawa Sędzia: Svein-Erik Edvartsen |

| 21 czerwca 2008 | Cracovia        | 1:2   | Szachtior Soligorsk                           |                                                |
| 18:00 CEST      | Paweł Nowak 26' | (1:0) | 69' Andrej Lawonczyk · 73' Alaksandr Byczanok | Stadion Cracovii, Kraków Sędzia: Joseph Attard |

| 22 czerwca 2008 | Ekranas Poniewież       | 1:0   | Narva Trans |                                                          |
| 17:00 CET       | Deimantas Bička 88' (k) | (0:0) |             | Aukštaitijos stadionas, Poniewież Sędzia: Gabriele Rossi |

| 22 czerwca 2008 | HB Tórshavn            | 1:4   | IF Elfsborg                                                         |                                            |
| 16:00 CET       | Christian Jacobsen 16' | (1:2) | 12' Elmin Kurbegović · 26', 55' Daniel Mobaeck · 50' Joakim Sjöhage | Gundadalur, Thorshavn Sędzia: Calum Murray |

| 22 czerwca 2008 | Żetysu Tałdykorgan   | 1:2   | Budapest Honvéd                            |                                                    |
| 14:30 CET       | Rusłan Michajłow 59' | (0:0) | Zoltán Hercegfalvi 65' · László Bojtor 74' | Stadion Żetysu, Tałdykorgan Sędzia: Vlado Svilokos |

### Rewanże (28 i 29 czerwca 2008 r.)
| 28 czerwca 2008 | Ethnikos Achna             | 1:1   | Besa Kavaja        |                                               |
| 17:00 CET       | Dimosthenis Manousakis 50' | (0:0) | 90+1' Liridon Leci | Dasaki Achnas, Achna Sędzia: Karen Nalbandyan |

| 28 czerwca 2008 | Grbalj Radanovići                        | 2:1   | NK Čelik Zenica |                                              |
| 17:30 CET       | Darko Pavićević 50' · Marko Kasalica 74' | (0:1) | 17' Emir Hadžić | Stadion Gradski, Nikšić Sędzia: Sándor Szabó |

| 28 czerwca 2008 | FK Renowa          | 2:0   | NK Rijeka |                                                 |
| 17:00 CET       | Genc Iseni 5', 46' | (1:0) |           | Stadion Miejski, Skopje Sędzia: Simon Lee Evans |

| 28 czerwca 2008 | ND Gorica | 0:0   | Hibernians FC |                                                    |
| 20:00 CET       |           | (0:0) |               | Športni park, Nova Gorica Sędzia: Siarhiej Szmolik |

| 28 czerwca 2008 | FC Tiraspol | 0:0   | Mika Asztarak |                                                          |
| 17:00 CET       |             | (0:0) |               | Stadionul Sheriff, Tyraspol Sędzia: Dimitrios Kalopoulos |

| 28 czerwca 2008 | FC Nitra                                   | 3:1   | Neftçi PFK      |                                               |
| 17:00 CET       | Robert Semeník 21', 83' · Adrián Čeman 46' | (1:0) | 84' José Carlos | Štadión pod Zoborom, Nitra Sędzia: Novo Panić |

| 28 czerwca 2008 | Lokomotiwi Tbilisi                            | 2:2   | Etzella Ettelbruck                           |                                                               |
| 16:00 CET       | Irakli Czirikaszwili 28' · Rati Aleksidze 30' | (2:1) | Claudio Da Luz 21' · Alphonse Leweck 81' (k) | Stadion Micheila Meschiego, Tbilisi Sędzia: Pavle Radovanović |

| 28 czerwca 2008 | Rhyl FC                | 2:4   | Bohemian FC                                                                           |                                           |
| 15:30 CET       | Mark Connelly 37', 41' | (2:4) | 29' Stephen O’Donnell · 32' (k) Jason Byrne · 34' Jason McGuinness · 42' Harpal Singh | Belle Vue, Rhyl Sędzia: Alaksiej Kulbakou |

| 29 czerwca 2008 | TPS Turku                                                  | 3:1   | Lisburn Distillery  |                                           |
| 17:30 CET       | Mika Ääritalo 42' · Mikko Paatelainen 75' · Armand Oné 86' | (1:0) | 84' (k) Gary Browne | Veritas Stadion, Turku Sędzia: Malžinskas |

| 29 czerwca 2008 | Fylkir | 0:2   | FK Rīga                   |                                                    |
| 18:00 CET       |        | (0:1) | 7', 73' Mindaugas Kalonas | Laugardalsvöllur, Reykjavík Sędzia: Pol van Boekel |

| 29 czerwca 2008 | Szachtior Soligorsk                                                       | 3:0   | Cracovia |                                                          |
| 16:00 CEST      | Siarhiej Kawalczuk 70' (k) · Siarhiej Nikifarenka 90' · Siarhiej Krot 90' | (0:0) |          | Stadion Stroitiel, Soligorsk Sędzia: Akmalkhan Kholmatov |

| 29 czerwca 2008 | Narva Trans | 0:3   | Ekranas Poniewież                                               |                                               |
| 16:00 CET       |             | (0:2) | 34' (k) Deimantas Bička · 37' Valdas Trakys · 79' Dušan Matović | A. Le Coq Arena, Tallinn Sędzia: Pavel Olsiak |

| 29 czerwca 2008 | IF Elfsborg | 0:0   | HB Tórshavn |                                             |
| 15:30 CET       |             | (0:0) |             | Borås Arena, Borås Sędzia: Anthony Buttimer |

| 29 czerwca 2008 | Budapest Honvéd                                                                  | 4:2   | Żetysu Tałdykorgan          |                                                                 |
| 19:00 CET       | Genito 26' · Mićo Smiljanić 45+1' · Abraham Guie Gneki 53' · László Bojtor 90+2' | (2:0) | 52', 74' Władisław Kisielow | Stadion im. Józsefa Bozsika, Budapeszt Sędzia: Veaceslav Banari |

## II runda

### Pierwsze mecze (5 i 6 lipca 2008 r.)
| 5 lipca 2008 | Czernomorec 919 Burgas      | 1:1   | ND Gorica        |                                                                 |
| 19:00 CET    | Michel Platini Mesquita 63' | (0:0) | 55' Milan Osterc | Stadion Narodowy im. Wasiła Lewskiego, Sofia Sędzia: Asaf Kenan |

| 5 lipca 2008 | Grbalj Radanovići           | 2:2   | Sivasspor              |                                             |
| 18:00 CET    | Ivica Francišković 23', 33' | (2:2) | 14', 36' Mehmet Yıldız | Stadion Gradski, Nikšić Sędzia: Jorge Sousa |

| 5 lipca 2008 | Grasshopper Club Zürich | 2:1   | Besa Kavaja        |                                                |
| 18:00 CET    | Senad Lulić 65', 77'    | (0:0) | 84' Herby Fortunat | Stadion Niedermatten, Zurych Sędzia: Jiří Jech |

| 6 lipca 2008 | FK Renowa          | 1:2   | Bene Sachnin                              |                                                      |
| 18:00 CET    | Besart Ibraimi 65' | (1:0) | 41' (k) Khaled Khalaila · 64' Abed Rabbah | Stadion Miejski, Skopje Sędzia: Markus Strömbergsson |

| 6 lipca 2008 | OFK Beograd             | 1:0   | Panionios Ateny |                                                  |
| 16:30 CET    | Andrija Kaluđerović 69' | (0:0) |                 | Omladinski stadion, Belgrad Sędzia: Manuel Gräfe |

| 5 lipca 2008 | Germinal Beerschot | 1:1   | Neftçi PFK        |                                                       |
| 20:00 CET    | Sanharib Malki 18' | (1:1) | 31' Giorgi Adamia | Stadion Olimpijski, Antwerpia Sędzia: Dejan Filipović |

| 5 lipca 2008 | Saturn Ramienskoje                                                                                       | 7:0   | Etzella Ettelbruck |                                                      |
| 16:00 CET    | Dmitrij Kiriczenko 2', 34', 70', 71' · Claudio Da Luz 12' (sam.) · Marko Topić 18' · Aleksiej Iwanow 65' | (4:0) |                    | Stadion Saturn, Ramienskoje Sędzia: Stelios Trifonos |

| 5 lipca 2008 | FC Tiraspol | 0:0   | Tawrija Symferopol |                                                     |
| 19:00 CET    |             | (0:0) |                    | Stadionul Sheriff, Tyraspol Sędzia: Cvetan Georgiew |

| 5 lipca 2008 | Sturm Graz                                 | 2:0   | Szachtior Soligorsk |                                       |
| 18:00CET     | Ferdinand Feldhofer 38' · Mario Kienzl 55' | (1:0) |                     | UPC-Arena, Graz Sędzia: Libor Kovařík |

| 5 lipca 2008 | FK Teplice     | 1:3   | Budapest Honvéd                                                          |                                               |
| 18:00 CET    | Petr Lukáš 58' | (0:1) | 35' Zoltán Hercegfalvi · 81' Abraham Guie Gneki · 90' Abass Cheikh Dieng | Na Stínadlech, Cieplice Sędzia: Hannes Kaasik |

| 6 lipca 2008 | TPS Turku      | 1:2   | Odense                                  |                                                |
| 17:30 CET    | Armand Oné 37' | (1:1) | 5' Baye Djiby Fall · 84' Chris Sørensen | Veritas Stadion, Turku Sędzia: Andrejs Sipailo |

| 6 lipca 2008 | Hibernian F.C. | 0:2   | IF Elfsborg                               |                                                |
| 16:00CET     |                | (0:1) | 16' Emir Bajrami · 67' Andreas Augustsson | Easter Road, Edynburg Sędzia: Albert Toussaint |

| 6 lipca 2008 | Ekranas Poniewież   | 1:3   | Rosenborg BK                                                       |                                                          |
| 16:00CET     | Egidijus Varnas 14' | (1:2) | 12' Roar Strand · 33' (sam.) Laurynas Rimavičius · 67' Yssouf Koné | Aukštaitijos stadionas, Poniewież Sędzia: Adrian McCourt |

| 6 lipca 2008 | FK Rīga            | 1:0   | Bohemian FC |                                               |
|              | Walerij Leonow 44' | (1:0) |             | Stadion Daugava, Lipawa Sędzia: Robert Krajnc |

### Rewanże (12 i 13 lipca 2008 r.)
| 12 lipca 2008 | ND Gorica | 0:2   | Czernomorec 919 Burgas                             |                                                 |
| 20:00 CET     |           | (0:0) | 55' (k) Shener Remzi · 86' Michel Platini Mesquita | Športni park, Nova Gorica Sędzia: Marcin Borski |

| 12 lipca 2008 | Besa Kavaja | 0:3   | Grasshopper Club Zürich                     |                                                                 |
| 17:30 CET     |             | (0:0) | 54', 68' Samel Šabanović · 86' Steven Zuber | Stadiumi Niko Dovana, Durrës Sędzia: Augustus Viorel Constantin |

| 12 lipca 2008 | Neftçi PFK              | 1:0   | Germinal Beerschot |                                                                         |
| 18:00 CET     | 57' Elnur Allahverdiyev | (0:0) |                    | Tofiq Bəhramov adına Respublika stadionu, Baku Sędzia: Mark Clattenburg |

| 12 lipca 2008 | Budapest Honvéd | 0:2   | FK Teplice                       |                                                                      |
| 18:00 CET     |                 | (0:0) | 66' Tomáš Jun · 71' Antonín Rosa | Stadion im. Józsefa Bozsika, Budapeszt Sędzia: Gardar Orn Hinriksson |

| 13 lipca 2008 | Etzella Ettelbruck | 1:1   | Saturn Ramienskoje |                                                     |
| 18:00 CET     | Claudio Da Luz 70' | (0:0) | 77' Leanid Kowiel  | Stade Josy Barthel, Luksemburg Sędzia: René Rogalla |

| 13 lipca 2008 | Tawrija Symferopol                                                   | 3:1   | FC Tiraspol        |                                                        |
| 18:00 CET     | Željko Ljubenović 10' · Wołodymyr Homeniuk 45+' · Wasil Gigiadze 51' | (2:0) | 90+' Vitalie Bulat | Stadion Łokomotyw, Symferopol Sędzia: Anders Hermansen |

| 13 lipca 2008 | Szachtior Soligorsk | 0:0   | Sturm Graz |                                                      |
| 17:00CET      |                     | (0:0) |            | Stadion Stroitiel, Soligorsk Sędzia: Martin Atkinson |

| 13 lipca 2008 | Sivasspor          | 1:0   | Grbalj Radanovići |                                                |
| 18:00 CET     | Mamadou Diallo 83' | (0:0) |                   | 4 Eylül Stadyumu, Sivas Sędzia: Ihor Iszczenko |

| 13 lipca 2008 | Bene Sachnin      | 1:0   | FK Renowa |                                                  |
| 19:00 CET     | Hamad Ganayem 17' | (1:0) |           | Kiryat Eliezer Stadium, Hajfa Sędzia: István Vad |

| 13 lipca 2008 | IF Elfsborg                           | 2:0   | Hibernian F.C. |                                             |
| 15:30 CET     | Mathias Florén 17' · Emir Bajrami 80' | (1:0) |                | Borås Arena, Borås Sędzia: Marijo Strahonja |

| 13 lipca 2008 | Bohemian FC                                   | 2:1   | FK Rīga              |                                               |
| 20:00 CET     | Jason McGuiness 21' · Killian Brennan 90' (k) | (1:0) | 65' Grigorij Czirkin | Dalymount Park, Dublin Sędzia: Brage Sandmoen |

| 13 lipca 2008 | Rosenborg BK                                                      | 4:0   | Ekranas Poniewież |                                                    |
| 16:00CET      | Didier Ya Konan 16' · Steffen Iversen 48' · Yssouf Koné 52', 90+' | (1:0) |                   | Lerkendal Stadion, Trondheim Sędzia: Babak Guliyev |

| 13 lipca 2008 | Odense                   | 2:0   | TPS Turku |                                           |
| 18:00 CET     | Baye Djiby Fall 21', 52' | (1:0) |           | Fionia Park, Odense Sędzia: Igor Zacharow |

| 13 lipca 2008 | Panionios Ateny                                    | 3:1   | OFK Beograd                   |                                                |
| 18:00 CET     | Jorgos Barkoglu 25' · Lambros Chutos 45+' (k), 63' | (2:0) | 55' William Artur de Oliveira | Stadion Nea Smirni, Ateny Sędzia: Sascha Kever |

## III runda

### Pierwsze mecze (19 i 20 lipca 2008 r.)
| 19 lipca 2008 | Bene Sachnin        | 1:2   | Deportivo La Coruña         |                                                                   |
|               | Bassam Ghanayim 59' | (0:0) | 54' Ángel Lafita · 57' Riki | Kiryat Eliezer Stadium, Hajfa Widzów: 3 000 Sędzia: Fredy Fautrel |

| 20 lipca 2008 | Panionios Ateny | 0:1   | SSC Napoli             |                                                              |
|               |                 | (0:1) | 31' Mariano Bogliacino | Stadion Nea Smirni, Ateny Widzów: 5 000 Sędzia: Duarte Gomes |

| 20 lipca 2008 | Sivasspor | 0:2   | SC Braga                      |                         |
|               |           | (0:1) | 45+' Roland Linz · 78' Moisés | 4 Eylül Stadyumu, Sivas |

| 19 lipca 2008 | Grasshopper Club Zürich                                     | 3:0   | Czernomorec 919 Burgas |                            |
|               | Vero Salatić 21' · Gonzalo Zárate 41' · Samel Šabanović 80' | (2:0) |                        | Stadion Letzigrund, Zurych |

| 19 lipca 2008 | Saturn Ramienskoje    | 1:0   | VfB Stuttgart |                                                                    |
|               | Dmitrij Kiriczenko 4' | (1:0) |               | Stadion Saturn, Ramienskoje Widzów: 11 000 Sędzia: Peter Rasmussen |

| 19 lipca 2008 | Neftçi PFK                                 | 2:1   | FC Vaslui             |                                                                     |
|               | Ołeh Herasymiuk 28' · Rəşad A. Sadiqov 84' | (1:1) | 29' Stanisław Genczew | Tofiq Bəhramov adına Respublika stadionu, Baku Sędzia: Igor Jegorow |

| 19 lipca 2008 | Stade Rennais  | 1:0   | Tawrija Symferopol |                                      |
|               | Rod Fanni 90+' | (0:0) |                    | Stade de la Route de Lorient, Rennes |

| 19 lipca 2008 | Sturm Graz | 0:0   | Budapest Honvéd |                                                     |
|               |            | (0:0) |                 | UPC-Arena, Graz Widzów: 5 850 Sędzia: Björn Kuipers |

| 19 lipca 2008 | NAC Breda         | 1:0   | Rosenborg BK |                            |
|               | Matthew Amoah 19' | (1:0) |              | Rat Verlegh Stadion, Breda |

| 19 lipca 2008 | Odense                                                    | 2:2   | Aston Villa                        |                                                            |
|               | Steven Sidwell 25' (sam.) · Anders Møller Christensen 90' | (1:1) | 7' John Carew · 76' Martin Laursen | Fionia Park, Odense Widzów: 12 000 Sędzia: Andrea De Marco |

| 19 lipca 2008 | IF Elfsborg     | 1:0   | FK Rīga |                    |
|               | Denni Avdić 18' | (1:0) |         | Borås Arena, Borås |

### Rewanże (26 i 27 lipca 2008 r.)
| 26 lipca 2008 | Deportivo La Coruña     | 1:0   | Bene Sachnin |                                                                         |
|               | Juan Carlos Valerón 40' | (1:0) |              | Estadio Municipal de Riazor, A Coruña Widzów: 6 000 Sędzia: Bas Nijhuis |

| 26 lipca 2008 | SSC Napoli       | 1:0   | Panionios Ateny |                                                                       |
|               | Marek Hamšík 65' | (0:0) |                 | Stadio San Paolo, Neapol Widzów: 54 137 Sędzia: César Muñiz Fernández |

| 26 lipca 2008 | SC Braga                                            | 3:0   | Sivasspor |                                   |
|               | Matheus 45' · Roland Linz 57' · Luis Aguiar 70' (k) | (1:0) |           | Estádio Municipal de Braga, Braga |

| 26 lipca 2008 | Czernomorec 919 Burgas | 0:1   | Grasshopper Club Zürich |                                      |
|               |                        | (0:0) | 53' Raúl Bobadilla      | Stadion Georgiego Asparuchowa, Sofia |

| 27 lipca 2008 | VfB Stuttgart                             | 3:0 (pd.)  | Saturn Ramienskoje |                                                                                        |
|               | Jan Šimák 82' · Ciprian Marica 107', 110' | (0:0, 1:0) |                    | Gottlieb-Daimler-Stadion, Stuttgart Widzów: 12 600 Sędzia: Bernardino González Vázquez |

| 26 lipca 2008 | FC Vaslui                                 | 2:0   | Neftçi PFK |                             |
|               | Lucian Burdujan 30' · Mike Temwanjera 38' | (2:0) |            | Stadionul Municipal, Vaslui |

| 26 lipca 2008 | Tawrija Symferopol | 1:0 (pd.) | Stade Rennais |                               |
| | Wasil Gigiadze 71' | (0:0, 1:0, k. 9:10)                                                                                            |               | Stadion Łokomotyw, Symferopol |
| · Haluza · Hołajdo · Doneć · Gigiadze · Ljubenović · Zborowski · Ilnycki · Alunderis · Hajduczek · Kowpak · Dykań · Haluza | Rzuty karne        | · Leroy · Pagis · Thomert · Lemoine · Hansson · Sorlin · Fanni · Danzé · Echiéjilé · Dembélé · Douchez · Leroy |               | Stadion Łokomotyw, Symferopol |

| 26 lipca 2008 | Budapest Honvéd   | 1:2   | Sturm Graz                           |                                                                         |
|               | Mićo Smiljanić 8' | (1:0) | 72' Daniel Beichler · 77' Mario Haas | Stadion im. Józsefa Bozsika, Budapeszt Widzów: 3 000 Sędzia: Alan Kelly |

| 27 lipca 2008 | Rosenborg BK                                | 2:0   | NAC Breda |                              |
|               | Fredrik Stoor 34' · Steffen Iversen 50' (k) | (1:0) |           | Lerkendal Stadion, Trondheim |

| 26 lipca 2008 | Aston Villa      | 1:0   | Odense |                                                            |
|               | Ashley Young 50' | (0:0) |        | Villa Park, Birmingham Widzów: 34 394 Sędzia: Cüneyt Çakır |

| 27 lipca 2008 | FK Rīga | 0:0   | IF Elfsborg |                         |
|               |         | (0:0) |             | Stadion Daugava, Lipawa |

## Strzelcy
5 bramek
- Dmitrij Kiriczenko (Saturn Ramienskoje)

3 bramki

- Baye Djiby Fall (Odense BK)
- Yssouf Koné (Rosenborg BK)
- Samel Šabanović (Grasshopper Club Zürich)
- Mark Connolly (Rhyl FC)

2 bramki

- Rəşad A. Sadiqov (Neftçi PFK)
- Emir Hadžić (NK Čelik Zenica)
- Michel Platini Mesquita (Czernomorec 919 Burgas)
- Marko Kasalica (Grbalj Radanovići)
- Darko Pavićević (Grbalj Radanovići)
- Ivica Francišković (Grbalj Radanovići)
- Aristides Pertot (TPS Turku)
- Mika Ääritalo (TPS Turku)
- Armand Oné (TPS Turku)
- Lambros Chutos (Panionios Ateny)
- Jason Byrne (Bohemian FC)
- Jason McGuiness (Bohemian FC)
- Killian Brennan (Bohemian FC)
- Darren Armour (Lisburn Distillery)
- Władisław Kisielow (Żetysu Tałdykorgan)
- Deimantas Bička (Ekranas Poniewież)
- Claudio Da Luz (Etzella Ettelbruck)
- Mindaugas Kalonas (FK Rīga)
- Genc Iseni (FK Renowa)
- Ciprian Marica (VfB Stuttgart)
- Steffen Iversen (Rosenborg BK)
- Roland Linz (SC Braga)
- Robert Semeník (FC Nitra)
- Senad Lulić (Grasshopper Club Zürich)
- Daniel Mobaeck (IF Elfsborg)
- Emir Bajrami (IF Elfsborg)
- Mehmet Yıldız (Sivasspor)
- Wasil Gigiadze (Tawrija Symferopol)
- László Bojtor (Budapest Honvéd)
- Zoltán Hercegfalvi (Budapest Honvéd)
- Abraham Guie Gneki (Budapest Honvéd)
- Mićo Smiljanić (Budapest Honvéd)

1 bramka

- Liridon Leci (Besa Kavaja)
- Herby Fortunat (Besa Kavaja)
- Ashley Young (Aston Villa)
- John Carew (Aston Villa)
- Martin Laursen (Aston Villa)
- Choren Weranjan (Mika Asztarak)
- Stepan Hakobjan (Mika Asztarak)
- Ferdinand Feldhofer (Sturm Graz)
- Mario Kienzl (Sturm Graz)
- Daniel Beichler (Sturm Graz)
- Mario Haas (Sturm Graz)
- Rəşad F. Sadıqov (Neftçi PFK)
- Ołeh Herasymiuk (Neftçi PFK)
- José Carlos (Neftçi PFK)
- Giorgi Adamia (Neftçi PFK)
- Elnur Allahverdiyev (Neftçi PFK)
- Daniel Cruz (Germinal Beerschot)
- Andrej Lawonczyk (Szachtior Soligorsk)
- Alaksandr Byczanok (Szachtior Soligorsk)
- Siarhiej Kawalczuk (Szachtior Soligorsk)
- Siarhiej Krot (Szachtior Soligorsk)
- Siarhiej Nikifarenka (Szachtior Soligorsk)
- Mahir Karić (NK Čelik Zenica)
- Zoran Novaković (NK Čelik Zenica)
- Shener Remzi (Czernomorec 919 Burgas)
- Dimosthenis Manousakis (Ethnikos Achna)
- Petr Lukáš (FK Teplice)
- Antonín Rosa (FK Teplice)
- Tomáš Jun (FK Teplice)
- Chris Sørensen (Odense BK)
- Anders Møller Christensen (Odense BK)
- Mikko Paatelainen (TPS Turku)
- Rod Fanni (Stade Rennais)
- Jorgos Barkoglu (Panionios Ateny)
- Irakli Czirikaszwili (Lokomotiwi Tbilisi)
- Rati Aleksidze (Lokomotiwi Tbilisi)
- Ángel Lafita (Deportivo La Coruña)
- Riki (Deportivo La Coruña)
- Juan Carlos Valerón (Deportivo La Coruña)
- Matthew Amoah (NAC Breda)
- Owen Heary (Bohemian FC)
- Neale Fenn (Bohemian FC)
- Glen Crowe (Bohemian FC)
- Stephen O’Donnell (Bohemian FC)
- Harpal Singh (Bohemian FC)
- Gary Browne (Lisburn Distillery)
- Valur Gíslason (Fylkir)
- Peter Gravesen (Fylkir)
- Abed Rabbah (Bene Sachnin)
- Hamad Ganayem (Bene Sachnin)
- Bassam Ghanayim (Bene Sachnin)
- Khaled Khalaila (Bene Sachnin)
- Rusłan Michajłow (Żetysu Tałdykorgan)
- Valdas Trakys (Ekranas Poniewież)
- Dušan Matović (Ekranas Poniewież)
- Egidijus Varnas (Ekranas Poniewież)
- Alphonse Leweck (Etzella Ettelbruck)
- Jevgeni Novikov (FK Rīga)
- Walerij Leonow (FK Rīga)
- Grigorij Czirkin (FK Rīga)
- Besart Ibraimi (FK Renowa)
- Vitalie Bulat (FC Tiraspol)
- Kyrylo Sydorenko (FC Tiraspol)
- Serghei Namașco (FC Tiraspol)
- Jan Šimák (VfB Stuttgart)
- Didier Ya Konan (Rosenborg BK)
- Roar Strand (Rosenborg BK)
- Fredrik Stoor (Rosenborg BK)
- Paweł Nowak (Cracovia)
- Moisés (SC Braga)
- Matheus (SC Braga)
- Luis Aguiar (SC Braga)
- Marko Topić (Saturn Ramienskoje)
- Leanid Kowiel (Saturn Ramienskoje)
- Aleksiej Iwanow (Saturn Ramienskoje)
- Stanisław Genczew (FC Vaslui)
- Lucian Burdujan (FC Vaslui)
- Mike Temwanjera (FC Vaslui)
- Andrija Kaluđerović (OFK Beograd)
- William Artur de Oliveira (OFK Beograd)
- Adrián Čeman (FC Nitra)
- Goran Cvijanović (ND Gorica)
- Etien Velikonja (ND Gorica)
- Milan Osterc (ND Gorica)
- Joakim Sjöhag (IF Elfsborg)
- Elmin Kurbegović (IF Elfsborg)
- Andreas Augustsson (IF Elfsborg)
- Mathias Florén (IF Elfsborg)
- Denni Avdić (IF Elfsborg)
- Steven Zuber (Grasshopper Club Zürich)
- Raúl Bobadilla (Grasshopper Club Zürich)
- Veroljub Salatić (Grasshopper Club Zürich)
- Gonzalo Zárate (Grasshopper Club Zürich)
- Mamadou Diallo (Sivasspor)
- Wołodymyr Homeniuk (Tawrija Symferopol)
- Željko Ljubenović (Tawrija Symferopol)
- Abass Cheikh Dieng (Budapest Honvéd)
- Genito (Budapest Honvéd)
- Mariano Bogliacino (SSC Napoli)
- Marek Hamšík (SSC Napoli)
- Christian Jacobsen (HB Tórshavn)

bramki samobójcze

- Steven Sidwell (Aston Villa)
- Laurynas Rimavičius (Ekranas Poniewież)
- Claudio Da Luz (Etzella Ettelbruck)
- Aaron Xuereb (Hibernians FC)